# Поляритон

Закон дисперсії поляритонів у фосфіді галію. Червоні криві позначають незв'язані стани фононів та фотонів, чорні є результатом змішування (зверху вниз: верхня гілка, поздовжній фонон, нижня гілка).

Полярито́н — квазічастинка, узгоджене розповсюдження в кристалі власного збудження кристала й електромагнітної хвилі (фотону). У перше узгоджене розповсюдження коливань оптичних фононів й електромагнітної хвилі було теоретично досліджено К.Б. Толпиго у 1950 р. а також незалежно К. Хуангом у 1951 р.
Власне збудження кристала, яке сильно взаємодіє зі світлом із утворенням поляритонів може бути різноманітної природи: оптичним фононом, екситоном, плазмоном, магноном тощо.
Поляритони мають енергії в області резонансного поглинання кристала. В цій області електромагнітне поле особливо сильно взаємодіє з характерними для кристала збудженнями. Завдяки цій взаємодії діелектрична проникність кристала сильно зростає, що призводить до зменшення швидкості розповсюдження електромагнітної хвилі. Довжина хвилі світла зменшується й стає одного порядку з довжиною хвилі збудження. Розповсюдження збудження і електромагнітної хвилі в кристалі сильно впливають один на одного. Електромагнітна хвиля сприяє переносу збудження з атома на атом, а електромагнітне поле, створене збудженими атомами зливається з зовнішньою хвилею.
У випадку, коли електронне збудження кристала — екситон, поляритони називають також світлоекситонами.
Існування поляритонів створює передумови для розповсюдження в кристалі поздовжних електромагнітних хвиль.